# Taisei Marukawa
Taisei Marukawa (japanisch 丸川 太誠 Marukawa Taisei; * 30. Januar 1997 in der Präfektur Hiroshima) ist ein japanischer Fußballspieler.

## Karriere
Taisei Marukawa erlernte das Fußballspielen in der Jugendmannschaft des KELT FC, in der Schulmannschaft der Hiroshima Minami High School, sowie in der Universitätsmannschaft der Chūō-Universität. Seinen ersten Vertrag unterschrieb er am  31. Januar 2019 beim maltesischen Verein Senglea Athletics. Der Verein aus Senglea spielte in der ersten Liga, der Maltese Premier League. Für den Verein absolvierte er 26 Erstligaspiele. Ende August 2020 wechselte er zum Ligakonkurrenten FC Valletta. Für den Verein aus Valletta stand er achtmal in der ersten Liga auf dem Spielfeld. Ende Januar 2021 zog es ihn nach Lettland, wo er sich bis Ende Mai 2021 dem FC Noah Jūrmala aus Jūrmala anschloss. Ende Mai 2021 ging er nach Indonesien. Hier verpflichtete ihn der Erstligist Persebaya Surabaya. Nach 32 Ligaspielen, in denen er 17 Tore erzielte, wechselte er im April2 2022 zum ebenfalls in der ersten Liga spielenden PSIS Semarang.